# 第127独立領土防衛旅団 (ウクライナ陸軍)
第127独立領土防衛旅団（だい127どくりつりょうどぼうえいりょだん、ウクライナ語: 127-ма окрема бригада територіальної оборони）は、ウクライナ陸軍の旅団。東部作戦管区隷下。

## 概要

### ドンバス戦争
2022年1月1日、ドンバス戦争の影響に伴い、ウクライナ領土防衛隊の動員が開始され、ハルキウ州ハルキウで創設された。

### ロシアのウクライナ侵攻

#### 北東部・ハルキウ戦線

第127独立領土防衛旅団旗

2022年2月24日、ロシアのウクライナ侵攻でロシアと国境を接する北東部ハルキウ州に配備され、5月にロシア軍を撃退して国境まで押し戻した。9月にハルキウ方面で攻勢を開始し、当初は陽動とみられていたが集落を次々と解放していき、ハルキウ州の大部分を解放した。
2023年2月、イギリス供与のFV103 スパルタンが配備され、ウクライナ領土防衛隊初の機械化部隊となった。

#### 東部・バフムート戦線
2023年2月、激戦地の東部ドネツィク州バフムート地区に再配置され、バフムート市内を防御したが、2023年5月に陥落した。
2023年3月、ハルティヤ義勇領土防衛隊が第13特務旅団に改編され、ウクライナ国家親衛隊に編入した。
2023年5月、第228大隊が第24独立機械化旅団と共にバフムート南のホルリウカ方面に展開した。
2023年7月、第225独立領土防衛大隊が第225独立強襲大隊に改編され、ウクライナ陸軍に編入した。

#### 南部・ザポリージャ戦線

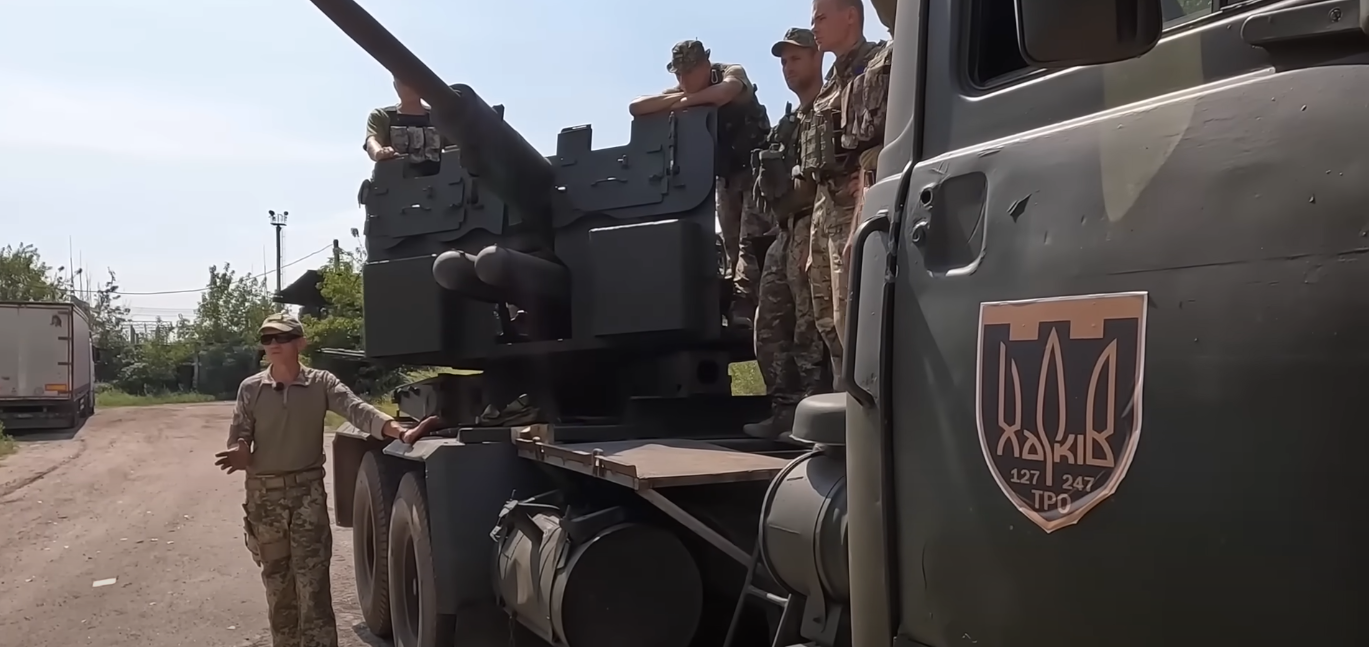
S-60 57mm対空機関砲を運用する様子

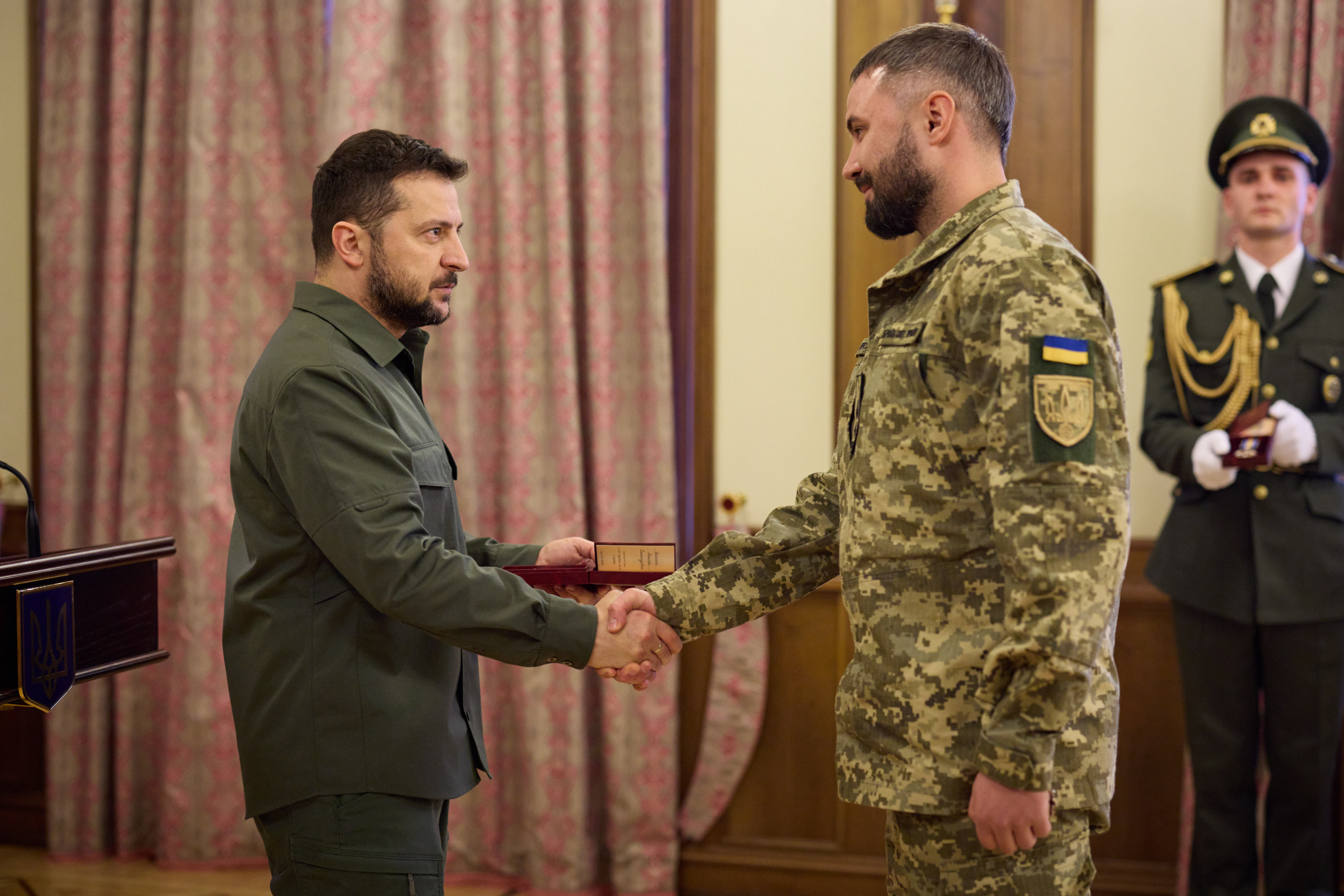
勲章授与式の様子

2023年9月、南部ザポリージャ州ポロヒー地区に再配置され、フリャイポレ方面に展開した。
2024年2月、ウクライナ陸軍に編入した。

#### 北東部・ハルキウ戦線
2024年5月、第227大隊がロシアと国境を接する北東部ハルキウ州ハルキウ地区に再配置されていたが、ハルキウ北のリプツィ方面でロシア軍の攻勢をまともに受け、通信が途絶して2日間音信不通となり、司令部から全滅と判断されていたが、他の守備隊が早期撤退したのとは対照的に救援が到着するまで戦線を維持した。

## 編制
- 旅団司令部（ハルキウ）
- 第226独立領土防衛大隊
- 第227独立領土防衛大隊
- 第228独立領土防衛大隊
- 第229独立領土防衛大隊
- 第247独立領土防衛大隊
- 第249独立領土防衛大隊
- 第622独立領土防衛大隊

- 火力支援中隊
- 迫撃砲中隊
- 対破壊工作中隊
- 戦闘・後方支援隊
- 衛生隊
- 無人システム大隊 コンドル

## 2022年編制
- 旅団司令部（ハルキウ）
- 第225独立領土防衛大隊
- 第226独立領土防衛大隊
- 第227独立領土防衛大隊
- 第228独立領土防衛大隊
- 第229独立領土防衛大隊

- 火力支援中隊
- 迫撃砲中隊
- 対破壊工作中隊
- 戦闘・後方支援隊
- 衛生隊